# Le Pays d'où je viens
Le Pays d'où je viens is een Franse filmkomedie uit 1956 onder regie van Marcel Carné. Destijds werd de film in Nederland uitgebracht onder de titel Minnaar in duplo.

## Verhaal
Een sjofele luiwammes wordt aangezien voor een voorname muzikant. Langzamerhand gaat hij ook echt diens persoonlijkheid aannemen. Al gauw besluit hij een aantrekkelijke serveerster ten huwelijk te vragen en de rol van vader te vervullen voor haar jongere zusjes.

## Rolverdeling
| Acteur              | Personage                      |
| ------------------- | ------------------------------ |
| Françoise Arnoul    | Marinette Ardouin              |
| Gilbert Bécaud      | Éric Perceval / Julien Barrère |
| Madeleine Lebeau    | Adrienne Terreau               |
| Claude Brasseur     | Roland                         |
| André Gabriello     | Restauranthouder               |
| Jean Toulout        | Oom Ludovic                    |
| Gaby Basset         | Kassameisje                    |
| Jean-Pierre Bremmer | Michel Ardouin                 |
| Chantal Gozzi       | Sophie Ardouin                 |
| Émile Drain         | Arts                           |
| Marcel Bozzuffi     | Vrachtwagenchauffeur           |
| Gabrielle Fontan    | Vrouw in de kerk               |